# 賈昱冰
賈 昱冰 （か いくひょう、ジア・ユビン、Jia YuBing）は、中華人民共和国・北京市出身の元プロ野球選手（一塁手）。

## 来歴
- 2007年の中国野球リーグシーズンで、本塁打王を獲得。その後王偉とともに、シアトル・マリナーズとマイナー契約。
- 2007年の北京五輪のプレ大会では、一塁守備で牽制球でヘッドスライディングで帰塁する坂本勇人の手をスパイクで妨害し、当時の星野仙一日本代表監督から「ラフプレーだ」と批判された。
- 2008年の北京五輪では、わずか１安打と不振を極めた。
- 2009年WBCには代表漏れし、怪我ではないかとの憶測も流れた。

## プレースタイル
- 中国球界屈指の長打力を誇る。主に一塁を守るが、守備はあまり上手くない。